# Gustav Morf
Gustav Morf (* 11. Januar 1900 in Winterthur; † 7. Januar 1978 in Montreal, heimatberechtigt in Illnau-Effretikon) war ein Schweizer Arzt, Psychologe, Journalist und Politiker der LdU.

## Leben
Nachdem Gustav Morf im Jahr 1918 die Matura in Schaffhausen abgelegt hatte, nahm er die Studien der modernen Sprachen, der Psychologie und Philosophie an den Universitäten Bern und Neuenburg auf, bevor er das Gymnasiallehrerdiplom in Bern erwarb.
In der Folge war er als Lehrer in der Waadt, in Polen und in England beschäftigt. Anschließend war er ab 1929 als Journalist in Bern tätig, unter anderem als Mitarbeiter der Neuen Zürcher Zeitung. Ein Buch über den Schriftsteller Joseph Conrad wurde 1930 in London veröffentlicht.
Schließlich absolvierte er zwischen 1932 und 1938 als Schüler von Carl Gustav Jung und Carlo Sganzini ein Medizin- und Psychologiestudium in Bern. Im Anschluss daran leitete er eine Arztpraxis. Morf verfasste zwei psychologische Lehrbücher.
1953 emigrierte Gustav Morf mit seiner Familie nach Montreal in Canada, wo er als Psychiater und Jung'scher Analytiker tätig war. Er befasste sich mit dem Phänomen des Terrorismus in den 1960er Jahren in der Provinz Québec und veröffentlichte eine Studie darüber. Einige Jahre leitete er das Cercle Jungien in Montreal.

## Politische Ämter
Gustav Morf, Mitglied des Landesrings der Unabhängigen, vertrat seine Partei in den Jahren 1942 bis 1950 im Berner Grossen Rat. Darüber hinaus nahm Morf für den Kanton von 1951 bis 1953 Einsitz in den Nationalrat. 

## Werke (Auswahl)
- The Polish Heritage of Joseph Conrad, 1930
- Lebendige und unlebendige Jugend : 5 Aufsätze über Lebensprobleme, 1934
- Die Handschriftveränderungen bei Chorea minor, Dissertation, 1939
- Grundriss der Psychologie, 1943
- Epidemische Kinderlähmung (Poliomyelitis anterior acuta), 1944
- Praktische Charakterkunde, 1945
- Die Schizophrenie: die schizophrenen Geistesstörungen und verwandte Zustände und ihre Beziehung zu Kriminalität, Literatur und Technik, 1945
- Le Terrorisme Québecois, 1970
- The Polish shades and ghosts of Joseph Conrad, 1976
- Let's Face It, we're all growing older, 1977